# Vraignes-en-Vermandois
Vraignes-en-Vermandois (picardisch: Vraigne-in-Vérmindoé) ist eine französische Gemeinde mit 132 Einwohnern (Stand 1. Januar 2022) im Département Somme in der Region Hauts-de-France im Norden von Frankreich. Die Gemeinde gehört zum Kanton Péronne.

## Geographie
Die Gemeinde liegt im Vermandois rund 7 km südlich von Roisel an der Départementsstraße D15 und etwas nördlich der Départementsstraße 1029 (frühere Route nationale 29, Teil des Systems der Chaussée Brunehaut). Die südliche Gemeindegrenze bildet teilweise die Grenze zum Département Aisne.

## Geschichte
Die Gemeinde erhielt als Auszeichnung das Croix de guerre 1914–1918.

## Einwohner
| 1962 | 1968 | 1975 | 1982 | 1990 | 1999 | 2006 | 2010 |
| ---- | ---- | ---- | ---- | ---- | ---- | ---- | ---- |
| 192  | 154  | 146  | 150  | 145  | 148  | 162  | 165  |

## Verwaltung
Bürgermeister (maire) ist seit 2008 Maryse Fagot.

## Sehenswürdigkeiten

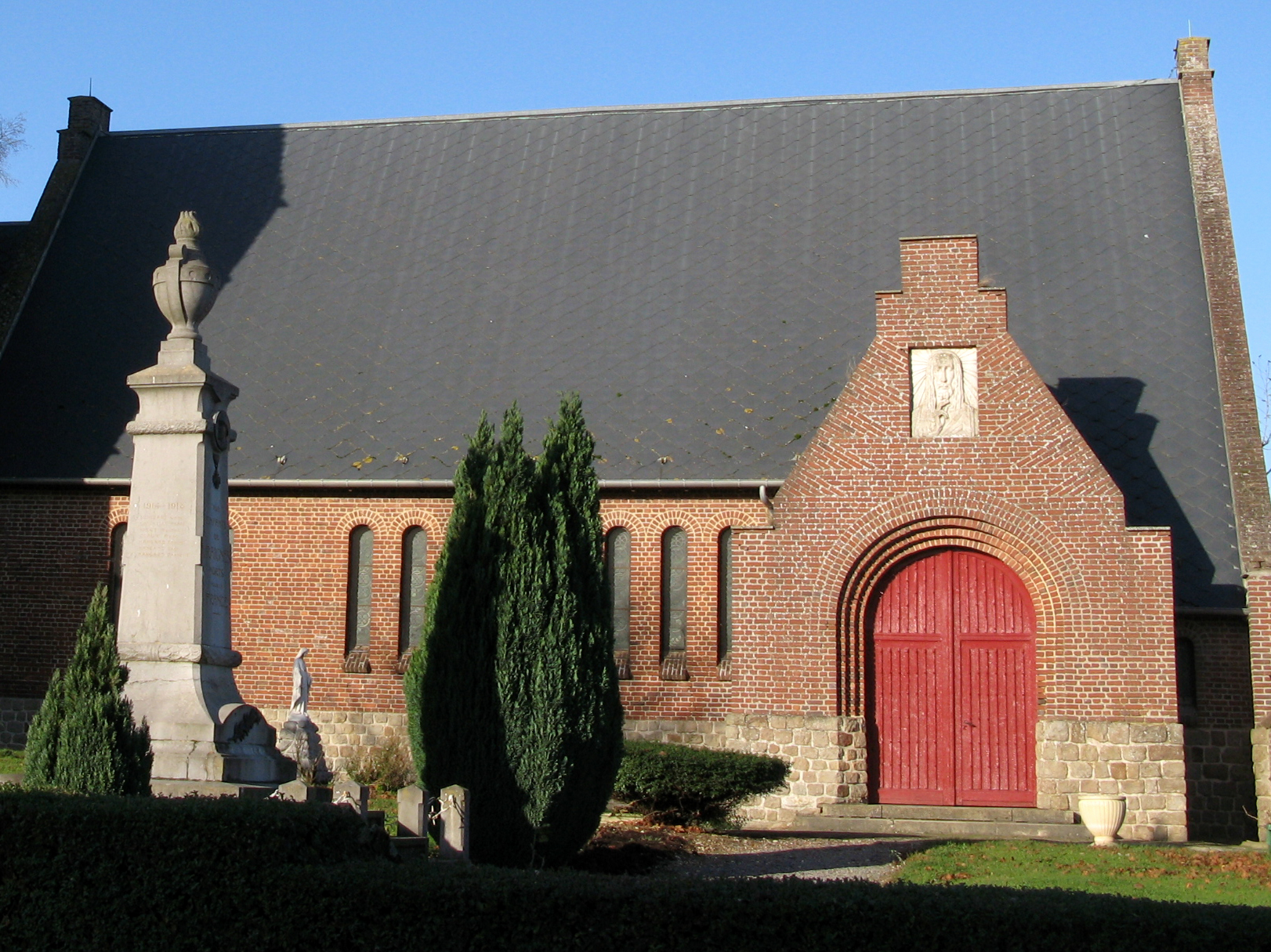
Kirchenschiff und Kriegerdenkmal

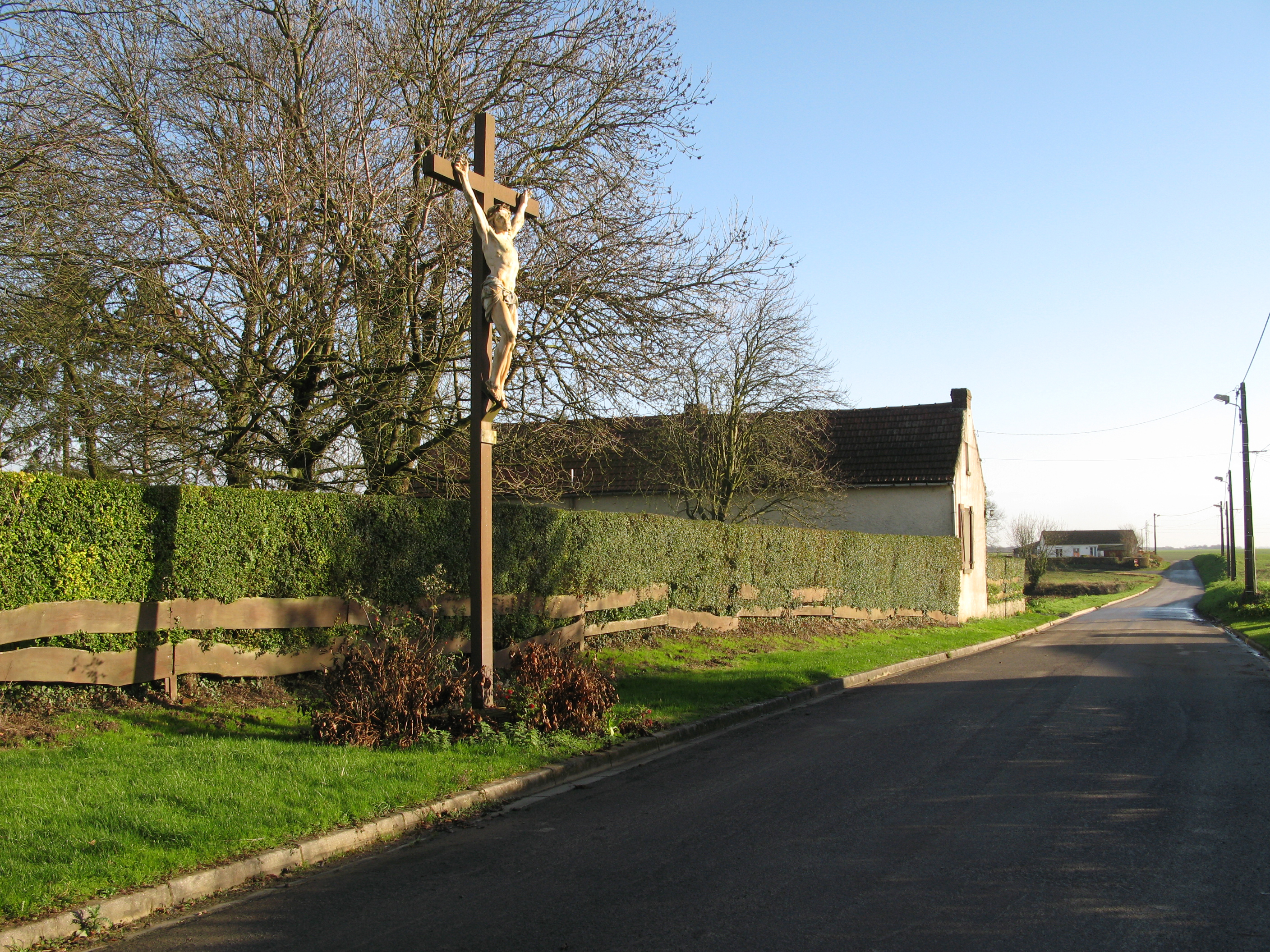
Calvaire

- Kirche Saint-Pierre
- Mairie
- Kriegerdenkmal
- Calvaire

## Persönlichkeiten
- Hector Crinon, Schriftsteller in picardischer Sprache und Holzbildhauer, geboren 1807, verstorben 1870 in Vraignes.